# Lektionar 11
Lektionar 11 (nach der Nummerierung von Gregory-Aland als sigla ℓ 11 bezeichnet) ist ein griechisches Manuscript des Neuen Testaments auf Pergamentblättern (Vellum). Mittels Paläographie wurde es auf das 13. Jahrhundert datiert. Vormals wurde es als Codex Regius 309 bezeichnet.

## Beschreibung
Der Kodex enthält Lektionen der Evangelien (Evangelistarium) mit einigen Lakunen. Es wurde in griechischer Minuskelschrift auf 142 Pergamentblättern (30 × 23 cm) geschrieben. Jede Seite hat 2 Spalten und 22 oder mehr Zeilen.
Ursprünglich gehörte das Manuskript Colbert, wie auch die Lektionare ℓ 7, ℓ 8, ℓ 9, ℓ 10, ℓ 12. Es wurde von Wettstein und Scholz (1794–1852) untersucht.
Der Kodex befindet sich jetzt in der Bibliothèque nationale de France (Gr. 309) in Paris.